# Series 80
S80（Series 80）是廣泛應用於諾基亞手機的手機操作系統。
使用S80系列平台的Nokia 手機有：
- 諾基亞 9210 (S80 v1.0)
- 諾基亞 9210i (S80 v1.0)
- 諾基亞 9290 (S80 v1.0)
- 諾基亞 9300 (S80 v2.0)
- 諾基亞 9300i (S80 v2.0)
- 諾基亞 9500 (S80 v2.0)

諾基亞S80的特點:
- 支持流行的Office文檔編輯
- 全QWERTY鍵盤
- Integrated mouse for navigation
- SSL/TLS支持
- 基於Opera的完整瀏覽器
- VPN支持

## 前景
根據Symbian基金會的決定，S80用戶平台將會停止開發。